# Buthidae
Buthidae là một họ bọ cạp. Họ này có 80 chi với tổng cộng 800 loài.

## Phân loại
- Afghanobuthus Lourenco, 2005
- Afroisometrus Kovarik, 1997
- Akentrobuthus Lamoral, 1976
- Alayotityus Armas, 1973
- Ananteris
- Androctonus – Bọ cạp đuôi béo
- Anomalobuthus
- Apistobuthus
- Australobuthus
- Babycurus
- Baloorthochirus
- Birulatus
- Buthacus
- Butheoloides
- Butheolus
- Buthiscus

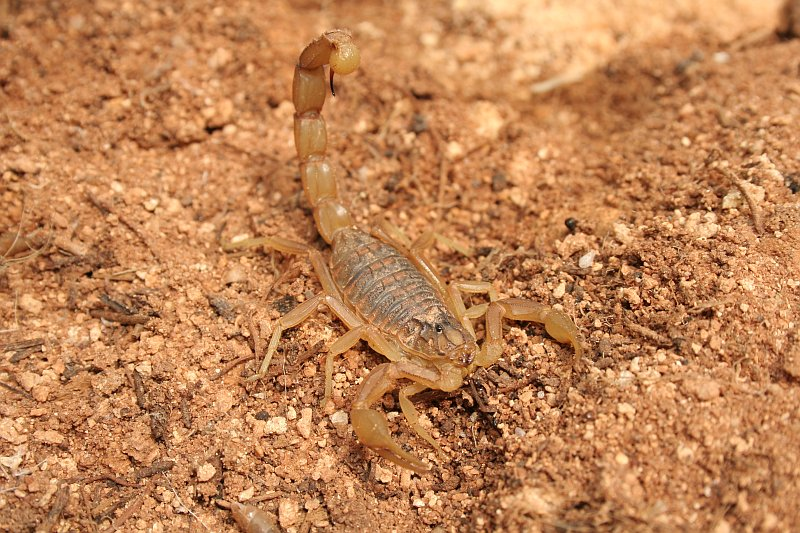
Buthus occitanus

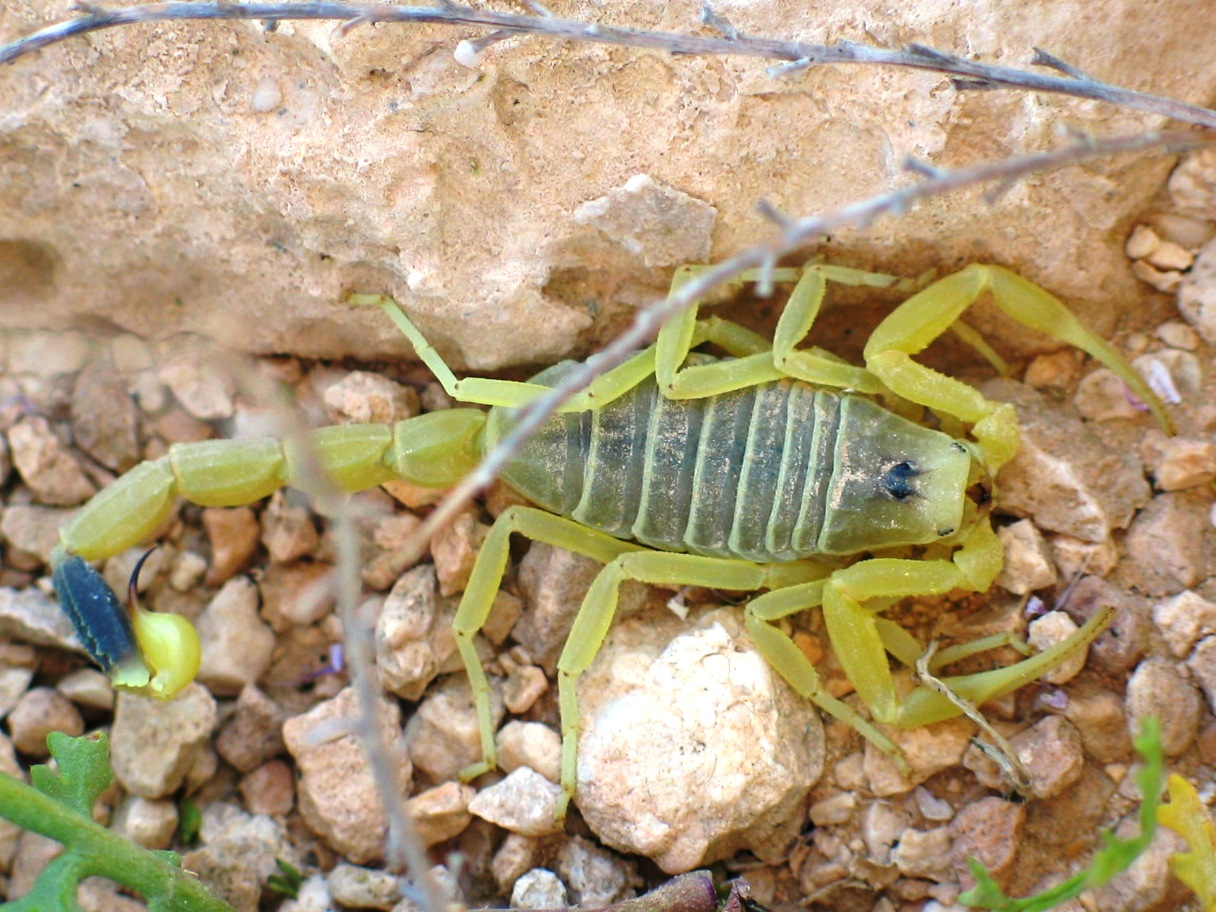
Leiurus quinquestriatus

- Buthoscorpio (includes "Stenochirus" jinnahii and "S." rahmatii)
- Buthus
- Centruroides – typical bark scorpions
- Charmus
- Cicileus
- Cicileiurus
- Compsobuthus
- Congobuthus
- Darchenia
- Egyptobuthus
- Grosphus
- Hemibuthus
- Hemilychas
- Himalayotityobuthus
- Hoplocystis (a nomen dubium)
- Hottentotta
- Iranobuthus
- Isometrus
- Isometroides
- Karasbergia
- Kraepelinia
- Lanzatus
- Leiurus
- Liobuthus
- Lissothus
- Lychas
- Lychasoides
- Mauritanobuthus
- Mesobuthus (paraphyletic?)
- Mesotityus
- Microananteris
- Microbuthus
- Microtityus
- Neobuthus
- Neogrosphus
- Odontobuthus
- Odonturus
- Orthochirus
- Orthochiroides
- Orthochirus (gồm cả Paraorthochirus và Simonoides)
- Parabuthus - Bọ cạp đuôi dày
- Pectinibuthus
- Physoctonus
- Plesiobuthus
- Polisius
- Psammobuthus
- Pseudolissothus
- Pseudolychas
- Pseudouroplectes
- Razianus
- Rhopalurus
- Sabinebuthus
- Sassanidothus
- Somalibuthus
- Somalicharmus
- Thaicharmus
- Tityobuthus
- Tityopsis
- Tityus
- Troglorhopalurus
- Troglotityobuthus
- †Uintascorpio (Eocene, Green River Formation)[2]
- Uroplectes
- Uroplectoides
- Vachoniolus
- Vachonus
- Zabius